# 上野部站
上野部站（日语：／ Kaminobe eki */?）是位於靜岡縣磐田市上野部2704番2號，屬於天龍濱名湖鐵道的天龍濱名湖線車站。

## 歷史
- 1955年（昭和30年）6月1日 - 國鐵二俁線開設此站，為旅客車站[1]。
- 1961年（昭和36年）5月16日 - 遠州鐵道柴油列車會經西鹿島站駛入至遠江森站。
- 1966年（昭和41年）10月1日 - 遠州鐵道柴油列車不再駛入此線。
- 1987年（昭和62年）3月15日 - 二俁線由天龍濱名湖鐵道接管，成為天龍濱名湖鐵道車站。

曾經在此站附近設有光明電氣鐵道神田公園前站。

## 車站構造
本站是地面車站，設有1面1線的單式月台。此站是無人車站。月台上設有候車室和「距離天龍川最近的車站」的標誌，並在站名牌上描繪蒸氣機車。

## 使用狀況
以下為近年1日平均乘車人次
| 乘車人次變化 | 乘車人次變化      |
| 年度         | 一日平均 乘車人次 |
| ------------ | ----------------- |
| 2003         | 6                 |
| 2004         | 5                 |
| 2005         | 3                 |
| 2006         | 5                 |
| 2007         |                   |
| 2008         | 8                 |
| 2009         | 7                 |
| 2010         | 10                |
| 2011         | 8                 |
| 2012         | 6                 |
| 2013         | 10                |
| 2014         | 9                 |
| 2015         | 4                 |
| 2016         | 5                 |
| 2017         | 7                 |
| 2018         | 7                 |

## 車站周邊
- 恩流山妙滿寺（日蓮宗）
- 神谷山天龍院（曹洞宗）

## 相鄰車站
天龍濱名湖鐵道
天龍濱名湖線
豐岡－上野部－天龍二俁

## 注腳
1. 1 2  今尾惠介監修《日本鉄道旅行地図帳》7號 東海，新潮社，2008年，p.33
2. ↑  掛川市統計書

## 外部連結
- 上野部站 （页面存档备份，存于）（日語） - 天龍濱名湖鐵道株式會社